# Konnektivität (Medien)
Unter Konnektivität wird die Verbindungsfähigkeit von sozialen Akteuren über sogenannte „Netzwerkmedien“ verstanden, wobei letztere auf einer Netzwerkinfrastruktur aufsetzen. Im Medienbereich verweist Konnektivität weitgehend auf soziale Verbindungen unter Zuhilfenahme von digitalen Kommunikationssystemen.
Bei der Vernetzung im 21. Jahrhundert bildet die wachsende Rolle der sozialen Medien im Alltag einen zunehmend das gesellschaftliche Zusammenleben prägenden Gestaltungs- und Wirkfaktor.
Die Daten, die in die Kommunikation eingebracht werden, werden von den Netzwerkmediennutzern erstellt und den Netzwerkmedienanbietern quasi als Gegenleistung für deren Bereitstellung der Netzwerkinfrastruktur mehr oder weniger zur Verfügung gestellt.
Seit dem Aufkommen des World Wide Web und der Verbreitung mobiler Kommunikation wurde per Netzwerk ermöglichte Konnektivität stillschweigend als zentral für eine sich festigende ‚globale Vorstellungswelt‘ verortet. Laut den Wissenschaftlern José van Dijck und Thomas Poell ist Konnektivität außerdem ein Schlüsselelement in der „Logik sozialer Medien“, welches eine materielle und metaphorische Bedeutung in der Social-Media-Kultur besitzt. Mit „Logik sozialer Medien“ ist hier in erster Linie das Ein- bzw. Ausgeschlossensein, die Teilhabe bzw. Nicht-Teilhabe an sozialer Kommunikation gemeint. Das hiesige Konzept der Konnektivität rührt ursprünglich vom technischen Begriff der Konnektivität her, seine Anwendung auf den Medienbereich hat jedoch zusätzliche soziale und kulturelle Implikationen mit sich gebracht.

## Nähere begriffliche Eingrenzungen
Konnektivität entwickelte sich mit dem Aufkommen des Internets, welches aufgrund der Smartphones fast allerorts und dauerhaft zugänglich ist, zuerst mit der Einführung von Web 1.0 und später von Web 2.0. Mit dem Aufkommen des Web 2.0 wurden neue Medien wie soziale Netzwerk-Systeme (z. B. Facebook, Twitter, Google+), Webseiten, die den Zugriff auf benutzergenerierte Inhalte (z. B. YouTube, Myspace, Flickr) ermöglichen, sowie Spieleseiten (z. B. FarmVille, Candy Crush Saga) zu einem wesentlichen Bestandteil des Alltags. Dies führte zu einem Wandel des Verständnisses von Konnektivität und verlagerte den anfänglichen Fokus von einer reinen technischen Seite des Begriffs auf einen techno-soziokulturellen Charakter.
Somit wird Konnektivität mittlerweile als ein „sozialer Prozess“ verstanden, da es nicht nur um die Vernetzung von Gegenständen wie Computern geht, sondern vor allem auch um die Vernetzung von Menschen untereinander. Zudem prägt und verändert Konnektivität den Alltag auf der ganzen Welt, oftmals ohne dass sich die Menschen dessen bewusst sind.
Soziale Netzwerke tragen dazu bei, trotz großer Entfernungen in Kontakt zu bleiben und möglichst viele Daten zu teilen. Es kommt somit mit Hilfe von kommunikativer Konnektivität zu „grenzüberschreitenden Kommunikationsprozessen“. Durch das Web 2.0 wird die Kommunikation in Echtzeit ermöglicht und diese kann als einer der bedeutendsten Bestandteile der Konnektivität gezählt werden. Diese Art der Kommunikation ist aus dem Alltag nicht mehr wegzudenken. Folglich kann der Begriff der Konnektivität auch verwendet werden, um den „Wandel kultureller Räume und Orte“ zu bezeichnen, welcher mit fortlaufender Digitalisierung verbunden ist.

## Die Sprache als Ursprung der Konnektivität
Konnektivität basiert auf Sprache, da Sprache für den Menschen ein Instrument ist, welches zur Kommunikation genutzt wird. Eine reisende Person war zu anfänglichen Zeiten der Konnektivität von großer Bedeutung, da die Grundlage der Vernetzung die ‚physischen Aspekte‘ waren. Die Reisenden des Mittelalters wurden in der Retrospektive postum als „Menschmedien“ kategorisiert, da sie kommunikative Vernetzungen zwischen Menschen in den verschiedensten Gebieten herstellten. Die „Menschmedien“ nehmen durch den Anstieg an Wissen und die Verteilung dessen an Institutionen wie Universitäten und Klöstern, an Bedeutung ab. Das bedeutet, dass auch die physischen Begegnungen der Menschen im Laufe der Mediengeschichte in der Konnektivität von immer weniger Relevanz sind. Das Internet ist von der „physischen Grundlage“ des Kabelgeflechts abhängig, jedoch ist die jetzige Abhängigkeit nicht mit der früheren zu vergleichen.

## Kultur der Konnektivität
„Kultur der Konnektivität“ ist der Begriff, den die niederländische Wissenschaftlerin van Dijck einführte, um die zeitgenössische Verflechtung der Online- und Offline-Praktiken und die Allgegenwart der sozialen Medien im modernen Leben zu definieren. Die Forscherin erklärte die Entstehung dieser Kultur als den Prozess, der sich in einer ziemlich kurzen Zeitspanne entwickelte und den Wechsel von der vernetzten Kommunikation zur „ausgeübten“ Sozialität, von einer partizipatorischen Kultur zur Konnektivität anzeigte. Darüber hinaus war die Entwicklung dieser Kultur einer der Bestandteile der Veränderungsprozesse, welche sich im privaten, unternehmerischen und öffentlichen Bereich vollzogen.

## Struktureller Aspekt Netzwerk
Als Netze oder Netzwerke werden Systeme bezeichnet, deren zugrundeliegende Struktur eine Menge von Knoten sind, die mittels Verbindungen (Kanten) miteinander verbunden werden.
Im Bezug auf mediale Konnektivität bildet das Netzwerk die strukturelle Grundlage der Konnektivität. Manuel Castells Definition des Begriffs Netzwerk beschreibt „offene Strukturen und in der Lage, grenzenlos zu expandieren und dabei neue Knoten zu integrieren, solange diese innerhalb des Netzwerks zu kommunizieren vermögen, also solange sie dieselben Kommunikationscodes besitzen – etwa Werte oder Leistungsziele.“ Betrachtet man einen Freundeskreis also als ein Netzwerk, ist dieses unendlich expandierbar, solange sich Menschen finden, die dieselben Werte vertreten und Kommunikation untereinander stattfinden kann.
Strukturen sozialer Netzwerke artikulieren entlang bestimmter Codes. Sie sind nicht einfach da, sondern werden in einem fortlaufenden kontextualisierten Prozess (re)artikuliert. Dadurch wird es möglich, dass eine Person Teil unterschiedlicher Netzwerke sein kann. Man kann Netzwerk und Konnektivität im hier dargestellten Bezug also nicht als eigenständige Begriffe definieren. Konnektivität ist das Resultat, das Netzwerk die Basis.

## Prozess des Kommunikationsflusses
Der Kommunikationsfluss beschreibt die globale Verbreitung von Informationen, wie eine Information von A nach B gelangt. Die globalen Kommunikationsflüsse ermöglichen es uns, aktuelle kulturelle, politische und soziale Gegebenheiten überall auf der Welt zu verfolgen und darauf zu reagieren. Informationen, die von einer Informationsquelle ausgehen, können folglich so weiterverbreitet und gegebenenfalls weiterentwickelt werden.

## Kritische Beispiele für Konnektivität

### Facebook
Facebook kann als gutes Beispiel herangezogen werden, wie Konnektivität durch soziale Medien hergestellt und genutzt wird. Van Dijck erwähnt drei Konzepte, die auf der technologischen Seite der Konnektivität umgesetzt werden und zur verbindenden Struktur der Plattform und zur Schaffung ihrer zusätzlichen sozialen und kulturellen Dimension führen. Diese Konzepte sind Plattform, Protokoll und Schnittstelle.
Mehrere Wissenschaftler, wie Van Dijck und Gillespie, erwähnen in ihren Arbeiten die Mehrdeutigkeit des Begriffs „Plattform“, welche Offenheit, Zugang und Neutralität verspricht, den Menschen zu helfen, soziale Verbindungen aufzubauen und an Online-Aktivitäten teilzunehmen. In Wirklichkeit wurde jedoch eine kompliziertere Struktur der Medien, die zumeist zu Gewinnzwecken und zur Verbesserung der Kontrolle unter den Nutzern geschaffen. Was die Protokolle und Schnittstellen anbelangt, so sind die Algorithmen hinter der Plattform intransparent und werden dem Benutzer als Vermittler präsentiert, um in Kontakt zu bleiben, verbunden zu sein und zu ermutigen, diese Verbindungen herzustellen. Konnektivität wird daher zu einer neuen Art von sozialem Kapital, das aus den Arbeitsprinzipien der Plattform gewonnen wird.

### Instagram
Neben Facebook kann auch Instagram als Beispiel für die Konnektivität von sozialen Medien dienen. Hier steht vor allem der visuelle Aspekt im Vordergrund, denn Nutzer von Instagram zielen darauf ab, Videos und Fotos zu veröffentlichen. Das Erstellen von Kommentaren und das Liken von Bildern dient hier nur als sekundäre Funktion. Im Fokus liegt das Erreichen einer bestimmten Zielgruppe durch kurze und ansprechende visuelle Einträge.
Instagram ermöglicht es Menschen somit, im sozialen Austausch zu stehen und dabei soziale Anerkennung zu bekommen. Eine Anerkennung, welche durch die Konnektivität in sozialen Netzwerken schnell und einfach, beziehungsweise sogar auf Knopfdruck, erreicht werden kann. Durch Instagram kann eine andere und persönlichere Beziehung zwischen Nutzern geführt werden als in sozialen Netzwerken, welche den Fokus nicht auf den visuellen Aspekt legen. Aber auch Unternehmen können durch Instagram schnell an Reichweite gewinnen und durch öffentliche Kanäle Bekanntheit erlangen. Neben Unternehmen schlagen auch immer mehr Personen den Weg als Influencer ein, welche besonders den intensiven Austausch mit der Außenwelt pflegen. Instagram ermöglicht somit eine einfache, schnelle und grenzenlose Konnektivität.